# Szkoła Mar Elias
Szkoła Mar Elias (hebr. מוסדות מאר אליאס; ang. Mar Elias Educational Institutions, MEEI) – instytucje edukacyjne utworzone pod kierunkiem abp Eliasa Chacour w mieście I’billin na północy Izraela. Zespół szkół obejmuje przedszkole, szkołę podstawową, gimnazjum, college i niedawno założony uniwersytet. Uczelnia jest otwarta dla Arabów, Żydów i studentów wszystkich wyznań.

## Historia
Początki instytucji edukacyjnych Mar Elias sięgają 1968 roku, kiedy to abp Elias Chacour założył przedszkole w mieście I’billin. Przedszkole nazwano imieniem błogosławionej Marii Baouardy. Początkowo był to niewielki ośrodek edukacyjny, a jego założyciel spał w swoim samochodzie na ulicy. Elias Chacour bardzo szybko zdał sobie sprawę z braku możliwości dalszej edukacji młodzieży arabskiej w I’billin, dlatego zaczął promować wizję utworzenia nowoczesnej instytucji oświatowej. W 1978 roku wybudowano nowy 3-piętrowy budynek dla przedszkola. W 1980 roku na sąsiednim wzgórzu rozpoczęto budowę nowej szkoły podstawowej. Rozpoczęła ona swoją działalność w 1982 roku (początkowo uczyło się w niej 80 uczniów), jednak oficjalną państwową koncesję uzyskała dopiero w 2001 roku. W 1986 roku uruchomiono gimnazjum, a w 1994 roku technikum. W 1996 roku utworzono regionalne centrum kształcenia nauczycieli. W 1998 roku powstała szkoła dla dzieci specjalnych. W 2004 roku wybudowano nowy budynek gimnazjum, w którym mieści się obecnie także szkoła podstawowa. W 2002 roku uruchomiono College (ang. Mar Elias College of Technology), który działa obecnie jako filia University of Indianapolis.
W 2007 roku do przedszkola uczęszczało ponad 200 dzieci, do szkoły podstawowej było zapisanych 1160 uczniów, do gimnazjum około 300, do technikum 150, a do szkoły specjalnej 92. W centrum kształcenia nauczycieli uczy się 240 osób. W Mar Elias University kształci się 202 studentów.

### Nazwa
Nazwa szkoły Mar Elias oznacza Święty Eliasz. Arabskie słowo „mar” oznacza „święty”, natomiast „Elias” odnosi się do proroka Eliasza.

## Wydziały
Szkoła Mar Elias jest unikalną uczelnią odgrywającą bardzo dużą rolę dla arabskich studentów w Izraelu. Wypełnia ona lukę między wyższymi uczelniami a szkolnictwem zawodowym, umożliwiając arabskiej młodzieży awans zawodowy. College oferuje naukę na następujących kierunkach: fizyka, biotechnologia, elektronika, informatyka, chemia, biologia, wychowanie fizyczne, ekologia, psychologia i socjologia. Dodatkowo, studentom udostępnione są studia na kierunkach high-tech, informatyka, telekomunikacja, technologia żywności i administracja.
Uczelnia jest otwarta dla Arabów, Żydów i studentów wszystkich wyznań. Część kadry pedagogicznej jest Żydami.